# Paraphlegopteryx aykroydi
Paraphlegopteryx aykroydi är en nattsländeart som beskrevs av Weaver, Iii 1999. Paraphlegopteryx aykroydi ingår i släktet Paraphlegopteryx och familjen kantrörsnattsländor. Inga underarter finns listade i Catalogue of Life.